# AN/SPG-49

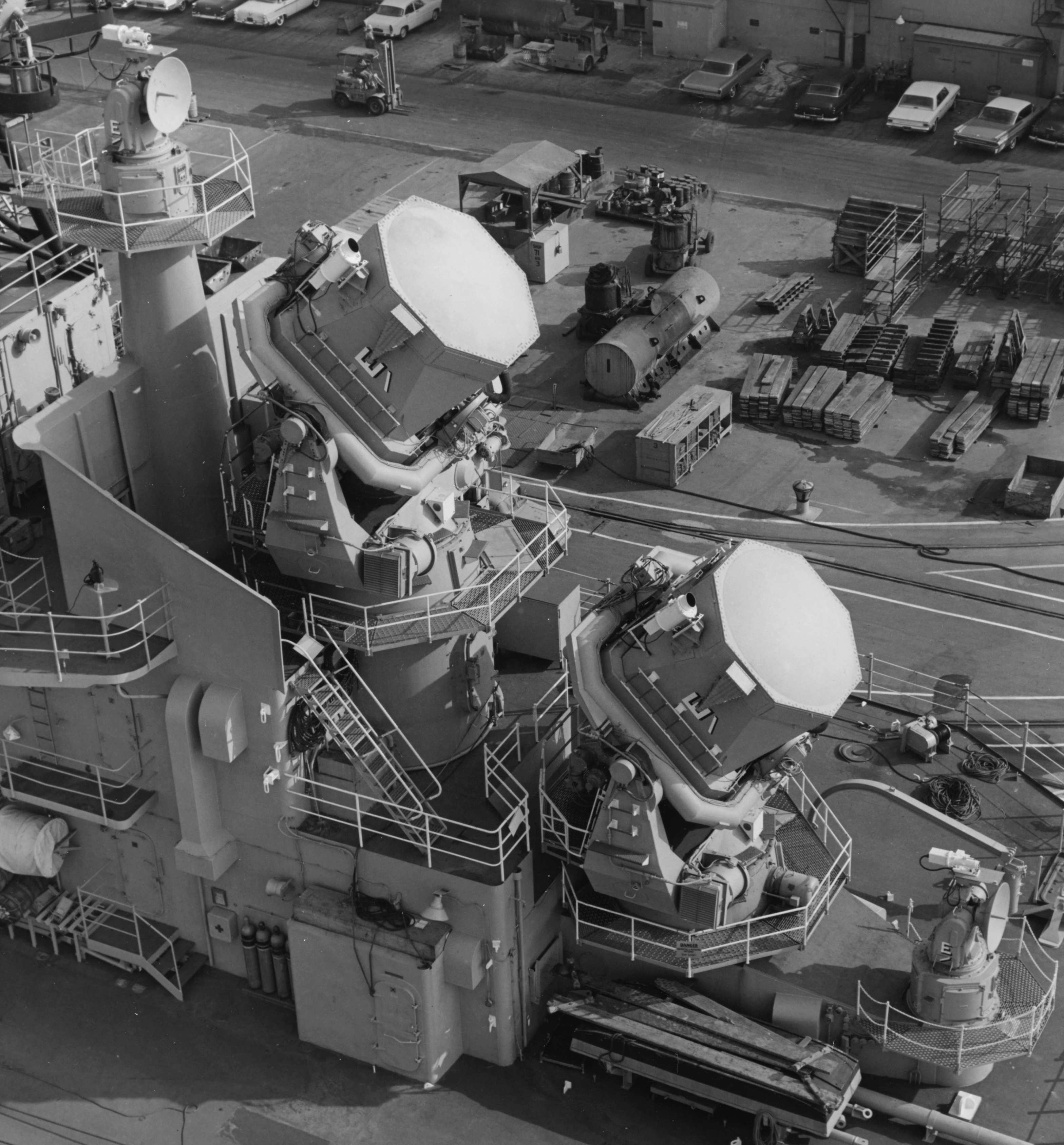
Zwei SPG-49

Das AN/SPG-49 (JETDS-Bezeichnung) war ein schiffsgestütztes Feuerleitradar, welches von den dem US-Konzern Sperry Corporation produziert wurde.

## Beschreibung
Dieses System diente primär der Steuerung von RIM-8 Talos-Lenkwaffen, konnte aber auch zur Kontrolle der Geschütze eingesetzt werden. Es wurde bereits 1947 mit der Entwicklung begonnen und parallel mit dem Talos-System eingeführt. Die Feuerleitung erfolgte im Frequenzbereich von 5,4 GHz bis 5,9 GHz. Das System war sehr voluminös und schwer, was zusammen mit der großen Anfälligkeit gegenüber Störungen zu einer baldigen Ablösung durch das AN/SPQ-5 führte. Die letzten Anlagen wurden zusammen mit der Ausmusterung der verbliebenen Talos-Systeme im Jahre 1979 außer Dienst gestellt.

## Plattformen
Baltimore-Klasse, Long Beach